# Nightbird
Albums de Erasure
The Tank, The Swan and The Balloon
(2004) The Erasure Show
(2005)
Singles
Nightbird est le 11e album studio du groupe anglais Erasure paru le 24 janvier 2005 (au Royaume-Uni). Faisant suite à l'album de reprises Other People's Songs (en 2003) et à l'échec commercial de Loveboat (en 2000), Nightbird fut perçu par les fans et par les critiques comme étant le véritable "retour aux affaires" du groupe. Dans sa communication avec les médias britanniques et américains, le groupe a souvent présenté cet album comme étant influencé par la tendance musicale electroclash.
Pour cet album, Vince Clarke se trouvant alors en pleine installation de son nouveau studio américain dans l'État du Maine, délaissa provisoirement ses vieux synthétiseurs pour l'informatique, en ayant recours à des logiciels de création musicale.
Comme ce fut le cas deux ans plus tôt pour le single Solsbury Hill avec l'album Other People's Songs, le succès du premier single extrait de Nightbird, Breathe en janvier 2005, permit à Erasure de bénéficier d'une bonne couverture médiatique au Royaume-Uni, en Allemagne et en Suède. Malgré les classements modestes de l'album, ce coup de projecteur permit au groupe de se lancer dans sa deuxième grande tournée des années 2000, The Erasure Show, à travers l'Europe et les États-Unis. Cette tournée fit l'objet de nombreux enregistrements.
La pochette de Nightbird fut réalisée par l'artiste britannique Rob Ryan.
Nightbird fut le premier album d'Erasure à ne plus sortir en disque vinyle, mais uniquement en CD et en téléchargement. Cependant, le 9 septembre 2016, dans le cadre de la célébration des 30 ans d'Erasure, l'album Nightbird est finalement réédité au format vinyle 33 tours.

## Classement parmi les ventes de disques
| Pays               | Meilleure position |
| ------------------ | ------------------ |
| Argentine          | 18                 |
| Allemagne          | 22                 |
| Danemark           | 25                 |
| Royaume-Uni        | 27                 |
| Suède              | 34                 |
| République tchèque | 53                 |
| États-Unis         | 154                |

## Détail des plages
| 1.    | No Doubt                                | 4:01 |
| 2.    | Here I Go Impossible Again              | 3:43 |
| 3.    | Let's Take One More Rocket To The Moon  | 4:48 |
| 4.    | Breathe                                 | 3:51 |
| 5.    | I'll Be There                           | 3:23 |
| 6.    | Because Our Love Is Real                | 3:42 |
| 7.    | Don't Say You Love Me                   | 4:03 |
| 8.    | All This Time Still Falling Out Of Love | 4:18 |
| 9.    | I Broke It All In Two                   | 3:42 |
| 10.   | Sweet Surrender                         | 4:01 |
| 11.   | I Bet You're Mad At Me                  | 4:04 |
| 43:20 |                                         |      |